# Perception of Reality
Perception of Reality é o quarto álbum de estúdio da banda Takara lançado em 2001 pela Lion Music & Saraya Recordings.

## Lista de faixas
1. "Miles Away"
2. "Shadows In The Night"
3. "Tomorrow"
4. "Without You"
5. "Ready To Promise"
6. "L.I.E.S."
7. "Dream Of It All"
8. "Believe"
9. "Tell Me"

## Créditos
- Michael J Flatters – vocais
- Neal Grusky – guitarra
- Carl Demarco – baixo
- Brook Hansen – teclados
- Chad Clark – bateria